# 에드워드 커
에드워드 커(Edward Kerr, 1966년 10월 14일 ~ )는 미국의 배우, 텔레비전 배우, 영화배우이다.
캔자스시티에서 태어났다.

## 출연 작품

### 영화
- 스캔들 (1998, Legalese)
- 매직 아일랜드 (1995, Magic Island) - 프린스 모건 역
- 서스피션 (1995) - 닉 케인 역
- Cat City (2008)

### 텔레비전
- 시퀘스트 DSV (1994-96)
- 멘 인 트리스 (2006, Men in Trees)
- 프리티 리틀 라이어스 (2012-17)